# Hierothesion
Hierothesion, ve starořečtině „ἱεροθέσιον“, znamená „posvátné místo“. Výraz se užíval v království Kommagéné pro královsté mauzoleum. Je používán zejména v souvislosti se třemi památnými místy:
- Arsameia hierothesion, pro krále Mithridata I. Callinicus dal postavit jeho syn, král Antiochos I. Theos z Kommagéné

- Nemrut hierothesion, pro sebe nechal postavit král Antiochos I. Theos z Kommagéné

- Karakuş Tumulus hierothesion, dal postavit král Mithridates II. z Kommagéné pro ženy své rodiny – královnu Isias a princezny Antiochis z Kommagéné a Aku I. z Kommagéné